# Карл Фрідріх Абель
Карл Фрідріх Абель (нім. Carl Friedrich Abel; нар. 22 грудня 1723 — пом. 20 червня 1787) — німецький композитор і виконавець на віолі да гамба.
Народився у Кетені. Батько Абеля Крістіан Фердинанд Абель був близько знайомий з Йоганном Себастьяном Бахом, вважається, що саме за рекомендацією Баха 24-річний Абель в 1748 році вступив до дрезденського придворного оркестру під керівництвом Йоганна Адольфа Гассе, де пропрацював 10 років. У 1759 році Абель переселився в Англію, де став придворним композитором дружини Георга III королеви Шарлотти. Після приїзду до Лондона в 1762 році Йоганн Крістіан Бах і Абель багато працювали разом і 1764 року заснували спільний концертний проєкт, який став першим в Англії циклом платних концертів за передплатою.
1763 року спільно з графом Сен-Жерменом написав музичну комедію «The Summer’s Tale» («Літня казка»)
Абель був широко відомий як музикант-віртуоз. Йоганн Вольфганг Гете назвав його останнім великим гамбістом. Характерно, що відродив виконавство на віолі да гамба Крістіан Деберайнер, який дебютував 1905 року як гамбіст виконанням сонати Абеля. Композиторська спадщина Абеля досить широка, хоча найбільшу популярність одна з його симфоній отримала досить курйозним чином: рукописна партитура її була знайдена в паперах Вольфганга Амадея Моцарта та опублікована під його ім'ям як Симфонія № 3 (К 18); судячи з усього, юний Моцарт переписав її для себе 1764 року з навчальними цілями. Абелю належить безліч симфоній, сонат, концертів та увертюр. Він також охоче брав участь у створенні жартівливих опер, що були зазвичай плодом колективної творчості — зокрема, музика Абеля, разом з музикою Йоганна Крістіана Баха, звучала в трьохактній опері «Том Джонс» за повістю Генрі Філдінга, що була поставлена в Лондоні 1769 року.